# Persone di nome Brigitte
| Questa pagina contiene informazioni ricavate automaticamente dalle voci biografiche con l'ausilio del template Bio e di un bot. L'aggiornamento è periodico e automatico e ricostruisce completamente la pagina. Se manca una persona in questa lista, sei pregato di non aggiungerla, ma accertati piuttosto che la sua voce biografica contenga il template Bio e che i dati anagrafici siano correttamente compilati. Se il template Bio manca, inseriscilo tu stesso o, in alternativa, metti l'avviso {{tmp\|Bio}} che ne segnala la mancanza. Se i dati riportati sono sbagliati, correggi direttamente la voce biografica; le modifiche saranno visibili in questa lista entro pochi giorni. Per chiarimenti vedi il progetto antroponimi. La lista contiene solo le 78 persone che sono citate nell'enciclopedia e per le quali è stato implementato correttamente il template Bio. Pagina aggiornata al 6 giu 2025. |

Questa è una lista di persone presenti nell'enciclopedia che hanno il nome Brigitte, suddivise per attività principale.

## Attrici(15)
- Brigitte Auber, attrice francese (Parigi, n. 1925)
- Brigitte Bako, attrice canadese (Montréal, n. 1967)
- Brigitte Bardot, attrice, ex modella e cantante francese (Parigi, n. 1934)
- Brigitte Christensen, attrice danese (Danimarca, n. 1957)
- Brigitte Fossey, attrice francese (Tourcoing, n. 1946)
- Brigitte Helm, attrice tedesca (Berlino, n. 1908 - Ascona, † 1996)
- Brigitte Horney, attrice tedesca (Berlino, n. 1911 - Amburgo, † 1988)
- Brigitte Lahaie, attrice cinematografica, conduttrice radiofonica e scrittrice francese (Tourcoing, n. 1955)
- Brigitte Lecordier, attrice cinematografica, doppiatrice e direttrice del doppiaggio francese (Parigi, n. 1961)
- Brigitte Lin, attrice taiwanese (Taipei, n. 1954)
- Brigitte Mira, attrice tedesca (Amburgo, n. 1910 - Berlino, † 2005)
- Brigitte Petronio, attrice italiana (Roma, n. 1958)
- Brigitte Skay, attrice tedesca (Mannheim, n. 1940 - Weinheim, † 2012)
- Mickey Sumner, attrice britannica (Londra, n. 1984)
- Brigitte Sy, attrice, regista e sceneggiatrice francese (Parigi, n. 1956)

## Canoiste(1)
- Brigitte Guibal, canoista francese (Mende, n. 1971)

## Canottiere(1)
- Brigitte Ahrenholz, canottiera tedesca (Potsdam, n. 1952 - Werder, † 2018)

## Cantanti(2)
- Brigitte Fontaine, cantante, scrittrice e poetessa francese (Morlaix, n. 1939)
- Kisha, cantante svizzera (Wünnewil-Flamatt, n. 1978)

## Cantanti liriche(1)
- Brigitte Fassbaender, cantante lirica e mezzosoprano tedesca (Berlino, n. 1939)

## Cestiste(2)
- Brigitte Ardossi, ex cestista australiana (Williamstown, n. 1987)
- Brigitte Feldlin, ex cestista tedesca (Norimberga, n. 1958)

## Costumiste(1)
- Brigitte Reiffenstuel, costumista tedesca (Monaco di Baviera, n. 1965)

## Direttrici artistiche(1)
- Brigitte Lefèvre, direttrice artistica, coreografa e ex ballerina francese (Parigi, n. 1944)

## Dirigenti sportive(1)
- Brigitte Henriques, dirigente sportiva e ex calciatrice francese (Saint-Germain-en-Laye, n. 1971)

## First lady(1)
- Brigitte Macron, first lady francese (Amiens, n. 1953)

## Giornaliste(1)
- Brigitte Gabriel, giornalista, scrittrice e attivista libanese (Marjayoun, n. 1964)

## Giuriste(1)
- Brigitte Bierlein, giurista e politica austriaca (Vienna, n. 1949 - Vienna, † 2024)

## Imprenditrici(1)
- Brigitte Mohn, imprenditrice tedesca (Stoccarda, n. 1964)

## Judoka(1)
- Brigitte Deydier, ex judoka francese (Meknès, n. 1958)

## Lunghiste(2)
- Brigitte Roesen, ex lunghista tedesca (n. 1944)
- Brigitte Wujak, ex lunghista tedesca (Karl-Marx-Stadt, n. 1955)

## Mezzofondiste(1)
- Brigitte Kraus, ex mezzofondista tedesca (Bensberg, n. 1956)

## Modelle(2)
- Brigitte Barazer de Lannurien, modella francese (n. 1943)
- Brigitte Konjovic, modella francese

## Nuotatrici(2)
- Brigitte Becue, ex nuotatrice belga (Ostenda, n. 1972)
- Brigitte Schuchardt, ex nuotatrice tedesca orientale (Jena, n. 1955)

## Ostacoliste(1)
- Brigitte Foster-Hylton, ex ostacolista giamaicana (Saint Elizabeth, n. 1974)

## Pallanuotiste(1)
- Brigitte Sleeking, pallanuotista olandese (Dordrecht, n. 1998)

## Pianiste(1)
- Brigitte Engerer, pianista francese (Tunisi, n. 1952 - Parigi, † 2012)

## Politiche(5)
- Brigitte Boccone-Pagès, politica monegasca (Monaco, n. 1959)
- Brigitte Bourguignon, politica francese (Boulogne-sur-Mer, n. 1959)
- Brigitte Ernst de la Graete, politica belga (Liegi, n. 1957)
- Brigitte Haas, politica liechtensteinese (Schaan, n. 1964)
- Brigitte Zypries, politica tedesca (Kassel, n. 1953)

## Scenografe(1)
- Brigitte Broch, scenografa tedesca (Koszalin, n. 1943)

## Schermitrici(4)
- Brigitte Benon, ex schermitrice francese (n. 1963)
- Brigitte Gapais-Dumont, schermitrice francese (Saint-Fargeau-Ponthierry, n. 1944 - Concarneau, † 2018)
- Brigitte Latrille-Gaudin, ex schermitrice francese (Bordeaux, n. 1957)
- Brigitte Oertel, ex schermitrice tedesca (Braunweiler, n. 1953)

## Sciatrici alpine(15)
- Brigitte Acton, ex sciatrice alpina canadese (Sault Sainte Marie, n. 1985)
- Brigitte Auer, ex sciatrice alpina austriaca (n. 1966)
- Brigitte Gadient, ex sciatrice alpina svizzera (n. 1963)
- Brigitte Glur, ex sciatrice alpina svizzera (n. 1959)
- Gitti Hauser, ex sciatrice alpina austriaca (n. 1955)
- Brigitte Jeandel, sciatrice alpina francese (n. 1951 - Nancy, † 2022)
- Britt Lafforgue, ex sciatrice alpina francese (Bagnères-de-Luchon, n. 1948)
- Brigitte Madlener, sciatrice alpina austriaca
- Brigitte Nansoz, ex sciatrice alpina svizzera (Evionnaz, n. 1962)
- Brigitte Obermoser, ex sciatrice alpina austriaca (Radstadt, n. 1976)
- Brigitte Oertli, ex sciatrice alpina svizzera (Egg, n. 1962)
- Brigitte Rajchl, sciatrice alpina austriaca
- Brigitte Schroll, ex sciatrice alpina austriaca (n. 1955)
- Brigitte Seiwald, ex sciatrice alpina austriaca (Innsbruck, n. 1945)
- Brigitte Totschnig, ex sciatrice alpina austriaca (Filzmoos, n. 1954)

## Scrittrici(6)
- Brigitte Burmeister, scrittrice e francesista tedesca (Posen, n. 1940)
- Brigitte Giraud, scrittrice francese (Sidi-Bel-Abbès, n. 1960)
- Brigitte Hamann, scrittrice, storica e biografa tedesca (Essen, n. 1940 - Vienna, † 2016)
- Brigitte Kronauer, scrittrice tedesca (Essen, n. 1940 - Amburgo, † 2019)
- Brigitte Riebe, scrittrice tedesca (Monaco di Baviera, n. 1953)
- Brigitte Vasallo, scrittrice e attivista spagnola (Barcellona, n. 1973)

## Taekwondoka(1)
- Brigitte Yagüe, taekwondoka spagnola (Palma di Maiorca, n. 1981)

## Tenniste(2)
- Brigitte Cuypers, ex tennista sudafricana (Città del Capo, n. 1955)
- Brigitte Simon, ex tennista francese (n. 1956)

## Triatlete(1)
- Brigitte McMahon, ex triatleta svizzera (Baar, n. 1967)

## Velociste(1)
- Brigitte Rohde, ex velocista tedesca (Prenzlau, n. 1954)

## Senza attività specificata(2)
- Brigitte Herbst, tedesca (Eitorf, n. 1895 - Monaco di Baviera, † 1959)
- Brigitte Köck, ex snowboarder austriaca (Innsbruck, n. 1970)